# Layer Cake
Layer Cake (bra: Nem Tudo É o Que Parece; prt: Layer Cake - Crime Organizado), por vezes estilizado como L4YER CAKƐ, é um filme britânico de 2004, dos gêneros policial e drama de ação. É dirigido por Matthew Vaughn (estreando na direção) com o roteiro de J.J.Connolly baseado em seu livro homônimo.

## Sinopse
A trama gira em torno de XXXX (Daniel Craig), narcotraficante londrino que pretende se aposentar.

## Elenco
- Daniel Craig .... XXXX
- Colm Meaney .... Gene
- Kenneth Cranham .... Jimmy Price
- George Harris .... Morty
- Jamie Foreman .... Duke
- Michael Gambon .... Eddie Temple
- Marcel Iureş .... Slavo
- Tom Hardy .... Clarkie
- Tamer Hassan .... Terry
- Ben Whishaw .... Sidney
- Burn Gorman .... Gazza
- Sally Hawkins
- Sienna Miller .... Tammy
- Dexter Fletcher .... Cody
- Steve John Shepherd
- Daniel Moorehead .... Dizzy
- Louis Emerick .... Trevor
- Stephen Walters .... Shanks
- Francis Magee .... Paul
- Dragan Mićanović .... Dragan
- Nathalie Lunghi .... Charlie
- Jason Flemyng .... Crazy Larry
- Ivan Kaye .... Freddie Hurst

## Recepção
No agregador de críticas Rotten Tomatoes, que categoriza as opiniões apenas como positivas ou negativas, o filme tem um índice de aprovação de 80% com base em 143 comentários dos críticos. O consenso crítico do site diz: "Um suspense policial britânico estilizado e elétrico". Já no agregador Metacritic, com base em 30 avaliações, o filme tem uma média ponderada de 73 entre 100, com a indicação de "avaliações geralmente favoráveis".